# Anno 1602
Anno 1602: Tworzenie Nowego Świata (z ang. Anno 1602: Creation of a New World; w USA, Kanadzie i Australii wydana pod nazwą 1602 A.D.) – strategia czasu rzeczywistego produkcji austriackiej firmy Max Design i niemieckiej firmy Sunflowers. Jest pierwszą grą z serii Anno. Wydana 31 marca 1998 roku w Niemczech, 26 listopada tegoż roku na świecie i 16 kwietnia 2000 roku na terenie Polski; pod koniec lipca 2015 ponownie wydana w serwisie GOG.com. W 2020 roku Ubisoft wydał odświeżoną wersje gry na platformę Ubisoft Connect pod nazwą Anno 1602 History Edition, w której oprócz dostosowania obrazu do wyższej rozdzielczości (do 4K), zostało wprowadzonych kilka dodatkowych usprawnień mechaniki a także zmieniono układ oraz styl menu i interfejsu. W jej skład wchodzi dodatek New Islands, New Adventures.
Do listopada 2002 roku sprzedano ponad 2,5 mln egzemplarzy gry na całym świecie i tym samym stała się ona najlepiej sprzedającą się produkcją niemiecko-austriacką.
Akcja gry toczy się na początku epoki nowożytnej i opiera się zasiedlaniu, kolonizacji i zarządzaniu zasobami na szeregu małych wysp. Obejmuje ona aspekty poszukiwań, walki, dyplomacji i handlu. Gra jest ustawiona w tym samym okresie co Colonization Sida Meiera, lecz wymaga bardziej szczegółowego zarządzania koloniami, bez polityki "starego świata". Aspekty takie jak rozbudowa i przemieszczanie zasobów są podobne do jak w pierwszej grze z serii Settlers. Anno 1602 jest grą strategiczną zorientowaną na ekonomię, nie zaś walkę (gracz rzadko bierze udział w potyczkach). Projekt gry zasługuje na uwagę, ponieważ zastosowano w niej progresywną sztuczną inteligencję, gdzie tempo zmian w grze odpowiada szybkości gracza.
Gra Anno 1602 doczekała się szeregu prequeli i sequeli. W serii zostały wydane takie tytuły jak Anno 1503 (2003), Anno 1701 (2006), Anno 1404 (2009) i Anno 2070 (2011), Anno 2205 (2015) oraz Anno 1800 (2019).

## Rozgrywka
Gracz powraca do roku 1602, gdzie ma za zadanie odkrywać niezbadane dotąd wyspy i je kolonizować. Na początku rozgrywki gracz posiada niewielki kapitał własny (zazwyczaj 20 tys. sztuk złota), niewielką ilość surowców (drewna, narzędzi i żywności), jak również niewielki statek handlowy. Statkiem można poruszać się wokół wysp i płynąć do nich w celu zbadania i kolonizacji najwłaściwszej z nich. Gra z początku nie oferuje zbyt wielu rodzajów dóbr i budynków, lecz w późniejszych etapach gry kolonie stają się potężnymi gospodarkami o imponujących rozmiarach, niełatwych do zarządzania.
Celem każdego etapu gry jest osiągnięcie zakładanej liczebności kolonii. Aby osiągnąć pożądany wzrost liczby ludności, konieczne jest doprowadzenie zarządzanej kolonii do wyższego stopnia rozwoju, utożsamianego z zaspokojeniem potrzeb konsumpcyjnych osadników. Wraz z zaspokojeniem pierwszych potrzeb pionierów (drewno, narzędzia, cegły, płótno oraz żywność), rośnie zapotrzebowanie na towary luksusowe typu: trunki, tytoń, przyprawy, kakao, odzież oraz biżuteria. Sprostanie temu wymaga postawienia nowych, bardziej zaawansowanych budynków (np. kiedy zwykłe płótno przestaje wystarczać, należy postawić warsztat krawiecki). Wraz z zaspokojeniem potrzeb osadników, poprawiają oni swój status społeczny, co zwiększa dochody podatkowe i umożliwia dalszy rozwój wyspy. Prócz wymaganych dóbr, do podniesienia statusu potrzebne są również specyficzne, czasami bardzo drogie budynki, takie jak: kaplice, tawerny, szkoły, kliniki, kościoły, łaźnie, szkoły wyższe i teatry. Status mieszkańców składa się z pięciu poziomów, są to kolejno: pionierzy, osadnicy, obywatele, kupcy i ostatecznie arystokraci.
Ze względu na ograniczoność zasobów i niewielkie wymiary wysp, zaspokojenie niektórych potrzeb konsumpcyjnych ludności wymaga niekiedy zakładania nowych kolonii, z których można sprowadzać dostępne tam dobra. Nowe kolonie mogą przybrać charakter plantacji, ośrodka wydobywczo-przemysłowego, osiedla mieszkalnego, lub też mogą spełniać te funkcje równocześnie - w zależności od potrzeb i rodzaju dóbr dostępnych na wyspie. Dobra te to kopaliny, drewno i ziemia sprzyjająca konkretnemu typowi upraw. 
W trybie gry ciągłej, w niektórych archipelagach (zależnie od wybranego poziomu) pojawiają się wioski tubylców oraz bazy wypadowe piratów. Podczas gry występują również pożary, susze niszczące uprawy oraz zarazy zabijające osadników.
Prócz ekstensywnej eksploatacji nowych ziem, w grze dostępny jest też handel. Handel pozwala nie tylko na akumulację dochodów z własnych nadwyżek, ale często jest jedyną drogą zdobycia danego dobra - niedostępnego lub zbyt drogiego w produkcji. Handlować można również ze wspomnianymi wcześniej ludami tubylczymi, niezależnymi kupcami oraz z rywalami, o ile podpisało się z nimi umowę handlową. Możliwy, choć ryzykowny, jest także handel z piratami. 
Gracz posiada również opcję regulowania wysokości podatków, a także stawiania budynków użyteczności publicznej, jak budynki kultu religijnego, budynki szkolne, rozrywkowe etc. Oba te działania wpływają na zadowolenie mieszkańców, a w konsekwencji - wzrost liczby ludności. 
Niekiedy konieczne jest użycie siły militarnej. Gracz może szkolić jednostki piechoty, kawalerii, artylerii, a także budować okręty wojenne. Możliwe jest także fortyfikowanie kolonii. Element wojskowy w Anno jest jednak bardzo niewielki i tak szczegółowy w porównaniu do innych aspektów gry. Było to jednak zamierzone działanie producentów, ponieważ gra miała opierać się głównie na handlu i dyplomacji.
Ponadto gracz musi stale przestrzegać następujących punktów:
- stanu równowagi (dochody, przychody z obrotu, koszty produkcji),
- zadowolenia i satysfakcji ludności (z wymaganymi popytu i podaży i towarów luksusowych),
- rozwoju ludności (dostawa materiałów budowlanych, żywności, obciążeń podatkowych).

## Budynki
W grze występuje około 80 różnych budynków zgrupowanych w siedmiu kategoriach: 
- fortyfikacje wojskowe,
- drogi,
- kopalnie,
- zakłady przemysłowe,
- zakłady rolnicze,
- budynki nadbrzeżne,
- budynki użyteczności publicznej,
- dodatkowe budynki specjalne.

Dodatkowo dostępny jest tryb zniszczenia - wyburzanie budynków a nawet rugowanie drzew.
Do budowy wykorzystuje się deski, cegły, narzędzia, pieniądze, a czasem armaty. Na początku gry dostępna jest niewielka liczba budynków. Jednak w miarę rozwoju budynków użyteczności publicznej (domów mieszkalnych) dostępne są kolejne opcje. Budynek powstaje od razu po kliknięciu myszką w miejscu, gdzie chcemy go wybudować. Jednak rozwój osiedli mieszkaniowych to dużo dłuższy proces nawet gdy ma się surowce. Budynki specjalne (takie, których można wybudować tylko określoną liczbę) to: pomnik (gdy obywatele są zadowoleni fundują go graczowi), łuk triumfalny (można go postawić gdy wyeliminuje się jednego z rywali), pałac i katedra (które można wybudować gdy 2500 i 4000 mieszkańców osiągnie status arystokraty, a bardzo wysokie saldo utrzymuje się bardzo długo).

## Misje
Gra składa się z 16 misji, które należy przechodzić po kolei, 5 misji treningowych oraz z trybu gry ciągłej. W grę ciągłą gracz może grać w nieskończoność pod warunkiem, że nie zbankrutuje lub nie zostanie zniszczony przez rywala. Celem takiej gry jest osiągnięcie jak największej liczby mieszkańców we wszystkich miastach oraz punktów w klasyfikacji końcowej.

## Rozszerzenia
Na terenie Niemiec i niektórych krajów zostały wydane dodatkowe rozszerzenia do gry Anno 1602:
- Anno 1602: New Islands, New Adventures (niem. 1602: Neu Inseln, Neu Abenteuer) – add-on z edytorem map (wydany 12 listopada 1998)[9].
- Anno 1602: Im Namen des Königs – add-on (wydany 30 listopada 1998)[10].
- Anno 1602: By Royal Command – add-on (wydany w 1998)[9].

## Odbiór gry
Anno 1602 stało się sukcesem komercyjnym, przed jego premierą w Stanach Zjednoczonych, kiedy odnotowano sprzedaż powyżej 1 miliona egzemplarzy do stycznia 2001 roku. 
W styczniu 2002 r. sprzedaż gry wyniosła ponad 2 mln kopii. Z kolei do listopada 2002 roku sprzedaż gry w Stanach Zjednoczonych przekroczyła 250 tys. kopii oraz 2,5 miliona egzemplarzy na całym świecie. W momencie premiery, Anno 1602 było najlepiej sprzedającą się niemiecką grą komputerową w historii.